# Dan Fouts
Daniel "Dan" Francis Fouts (10 de junho de 1951) é um ex-jogador de futebol americano que jogou como Quarterback na National Football League (NFL). Fouts jogou toda a sua carreira profissional no San Diego Chargers de 1973 até 1987. Ele foi um dos quarterbacks mais prolíficos nos anos 1970 e 1980, mas os Chargers não conseguiram chegar ao Super Bowl durante seus 15 anos de carreira. Ele liderou a NFL em jardas por quatro anos consecutivos de 1979 a 1982 e se tornou o primeiro jogador da história a jogar para 4.000 jardas em três temporadas consecutivas.
Ele foi introduzido no Hall da Fama do Futebol Profissional em 1993. Atualmente é analista de cores para jogos da NFL na CBS Television e na Dial Global Radio. Dan é o filho do Hall da Fama, Bob Fouts.

## Carreira na escola secundária e faculdade
Fouts nasceu em San Francisco, Califórnia. Ele foi para a Marin Catholic High School, que fica ao norte de San Francisco, em Kentfield, Califórnia. Ele entrou para o time da escola em seu segundo ano. Ele decidiu se transferir para o St. Ignatius College Preparatory (São Francisco, CA) para seus dois anos finais do ensino médio.
Fouts era um tanto desconhecido quando ele aceitou uma oferta de bolsa de estudos da Universidade de Oregon para jogar pelo time de futebol americano Oregon Ducks. Ele estabeleceu 19 recordes escolares, incluindo os de jardas de passe (5.995) e jardas totais (5.871). Ele foi introduzido no Hall da Fama da Universidade de Oregon em 1992.
- 1970: 188 passes para 2.390 jardas com 16 TD e 24 INT.
- 1971: 123 passes para 1.564 jardas com 9 TD e 11 INT.
- 1972: 171 passes para 2.041 jardas com 12 TD e 19 INT.

## Carreira profissional
Selecionado na terceira rodada do Draft de 1973, Fouts ajudou a levar os Chargers aos playoffs de 1979 a 1982 e duas vezes ao título da AFC (1980 e 1981). Ele liderou a liga quatro vezes em jardas passadas; terminando sua carreira com mais de 40.000 jardas, o terceiro jogador a superar essa marca. Fouts foi eleito para o Hall da Fama em 1993.
Fouts foi selecionado para o Pro Bowl por 6 vezes (1979, 1980, 1981, 1982, 1983 e 1985) e compilou ratings acima de 90,0 em um período de 3 anos (1981-83). Fouts foi o primeiro jogador da NFL a ultrapassar 4.000 jardas em três temporadas consecutivas (1979–81), ele liderou a NFL em jardas em quatro temporadas consecutivas (1979–1982). Suas 4.802 jardas de passagem durante a temporada de 1981 foi um recorde da NFL na época.
Fouts definiu os recordes de jardas da temporada da NFL em três temporadas consecutivas de 1979 a 1981, com totais de 4.082, 4.715 e 4.802 jardas. Ele quebrou o recorde profissional de Joe Namath de 4.007 na American Football League em 1967 e Dan Marino quebrou o recorde de Fouts em 1984 com 5.084 jardas. Os Chargers em 1979 foram o primeiro campeão da AFC Western a ter mais jogadas de passe (541) do que corridas (481).
Em 1982, uma temporada encurtada para 9 jogos por causa de uma greve, Fouts teve uma média de 320 jardas por jogo, um recorde da NFL que ficou até Drew Brees ter uma média de 342,25 em 2011. Destaques da temporada incluem vitórias consecutivas contra o San Francisco (41-37) e Cincinnati (50-34) em que Fouts jogou para mais de 400 jardas em cada jogo. Naquela temporada, ele foi nomeado o MVP da NFL pela Associação de Escritores Profissionais de Futebol e Associação de Empresas de Jornal. Ele terminou em segundo lugar na pesquisa da Associated Press, atrás de Mark Moseley, o único kicker a ganhar o prêmio. No entanto, AP e Pro Football Weekly lhe deram o prêmio de MVP ofensivo da liga.
Fouts ganhou Seleções All-Pro em 1979 e 1982, enquanto também foi nomeado pro Segundo-Time All-Pro em 1980 e 1985. Além disso, Fouts também foi nomeado pro Segundo-Time da AFC em 1981 e 1983. No entanto, Fouts e os Chargers perderam ambos os jogos da Final da AFC em que eles jogaram.
Os primeiros anos de Fouts na liga foram pouco auspiciosos, mas com a chegada do treinador Don Coryell em 1978, a sorte dos Chargers mudou. No entanto, dois anos antes, com a chegada de Bill Walsh como coordenador ofensivo dos Chargers, as sementes do sucesso foram plantadas. Sob o comando de Coryell, os Chargers eram conhecidos como Air Coryell pelo jogo de passes profundos e o envolvimento do tight end como um receptor chave. Isso exigiu um quarterback robusto e inteligente com um braço forte. Fouts se encaixam na conta.

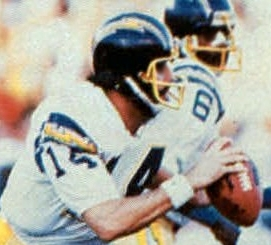
Fouts levam os Chargers a uma vitória no famoso "Epic in Miami" no Divisional Round de 1981, estabelecendo vários recordes de passes na pós-temporada

Fouts não era um quarterback móvel e o jogo de passes profundos levou a muitos sucessos. O treinador do Hall of Fame, Bill Walsh, um assistente técnico do Chargers em 1976, disse que: "Dan Fouts tinha um nervo e coragem como o aço... Ele sofreu muitos golpes, muitas batida, mas continuou a jogar, ele jogou mais futebol americano físico do que qualquer um em sua equipe, incluindo os linebackers". Fouts recuava do centro e procurava pelo grupo de receptores. O wide receiver Charlie Joiner e o tight end Kellen Winslow foram os mais famosos, ambos agora no Hall of Fame, mas John Jefferson e Wes Chandler, entre outros, também foram fundamentais. A passagem de Fouts permitiu a Winslow liderar a NFL em recepções duas vezes (1980,1981), enquanto Winslow (1982) e Lionel James (1985) lideraram a AFC em recepções em outras duas ocasiões. Jefferson se tornou o primeiro recebedor a receber 1.000 jardas em cada uma de suas três primeiras temporadas na NFL. Tanto Jefferson (1978, 1980) e Chandler (1982) lideraram a NFL em TDs. Em 1980, Winslow, Jefferson e Joiner se tornaram o primeiro trio da mesma equipe a receber 1.000 jardas em uma temporada. Quando se aposentou depois de 1986, Joiner foi o líder de todos os tempos da NFL em recepções com 750.
A proteção de passe também foi fundamental para tal ataque. Os Chargers tinham uma excelente linha ofensiva que protegia bem Fouts, e incluíam o quatro vezes Pro Bowler, Ed White, o cinco vezes Pro Bowler, Russ Washington, o 3 vezes Pro Bowler, Doug Wilkerson, Billy Shields e Don Macek. Os Chargers lideraram a liga em jardas em 6 anos consecutivos, um recorde da NFL, de 1978-1983 e novamente em 1985. Eles também lideraram a liga em jardas totais em 1980-1983 e 1985.
Apesar de ir para os playoffs de 1979 a 1982 e jogar em dois AFC Championship Games, os Chargers nunca foram para o Super Bowl sob o comando de Fouts (embora tenham ido 7 anos após sua aposentadoria). Normalmente, isso é atribuído à falta de defesa e à falta de disposição para correr com a bola. O jogo de corrida ficou muito melhor com a adição de Chuck Muncie e a seleção de James Brooks de Auburn em 1981.
Fouts quase seria negociado em 1983 com os Baltimore Colts em troca de John Elway devido a uma disputa contratual, mas chegaria a um acordo sobre uma extensão e Elway seria negociada de forma infame para o rival Denver Broncos.
No geral, os Chargers tiveram três vitórias e quatro derrotas nos playoffs sob o comando de Fouts, que jogou para mais de 300 jardas em cinco desses jogos. Uma de suas vitórias mais notáveis foi o jogo de playoff de 1982 conhecido como The Epic in Miami, onde Fouts levou sua equipe a uma vitória por 41-38 ao completar 33 dos 53 passes para 433 jardas e 3 touchdowns no dia quente e úmido. Suas conclusões, tentativas e jardas no jogo foram todos recordes da pós-temporada da NFL na época. Na semana seguinte, na Final da AFC em Cincinnati, houve uma queda de 33 °C na temperatura em comparação com a semana anterior em Miami e os Chargers perderam por 27-7 no que é conhecido como Freezer Bowl.
Na temporada seguinte, ele jogou para 333 jardas e 3 touchdowns em uma vitória por 31-28 sobre o Pittsburgh Steelers no Wild Card da AFC. A carreira de Fouts em playoffs terminou no Divisional Round contra o Miami, onde ele teve 5 interceptações e apenas um touchdown.
Fouts ainda jogaria por mais quatro temporadas com os Chargers, se aposentando em 1987 depois de 15 anos com eles. Ele terminou sua carreira como o líder de todos os tempos dos Chargers em jardas e touchdowns com 43.040 e 254, respectivamente.

## Estatísticas da carreira da NFL
| Ano      | Time     | Jogos | Passando | Passando | Passando | Passando | Passando | Passando | Passando | Passando | Passando | Recorde | Recorde |
| Ano      | Time     | Jogos | Cmp      | Ten      | Pct%     | Jds      | Média    | TD       | Int      | Jds/J    | Rtg      | V-D     |         |
| -------- | -------- | ----- | -------- | -------- | -------- | -------- | -------- | -------- | -------- | -------- | -------- | ------- | ------- |
| 1973     | SD       | 10    | 87       | 194      | 44.8     | 1,126    | 5.8      | 6        | 13       | 112.6    | 46.0     | 0-5-1   |         |
| 1974     | SD       | 11    | 115      | 237      | 48.5     | 1,732    | 7.3      | 8        | 13       | 157.5    | 61.4     | 3-8     |         |
| 1975     | SD       | 10    | 106      | 195      | 54.4     | 1,396    | 7.2      | 2        | 10       | 139.6    | 59.3     | 2-7     |         |
| 1976     | SD       | 14    | 208      | 359      | 57.9     | 2,535    | 7.1      | 14       | 15       | 181.1    | 75.4     | 5-8     |         |
| 1977     | SD       | 4     | 69       | 109      | 63.3     | 869      | 8.0      | 4        | 6        | 217.3    | 77.4     | 2-2     |         |
| 1978     | SD       | 15    | 224      | 381      | 58.8     | 2,999    | 7.9      | 24       | 20       | 199.9    | 83.0     | 9-5     |         |
| 1979     | SD       | 16    | 332      | 530      | 62.6     | 4,082    | 7.7      | 24       | 24       | 255.1    | 82.6     | 12-4    |         |
| 1980     | SD       | 16    | 348      | 589      | 59.1     | 4,715    | 8.0      | 30       | 24       | 294.7    | 84.7     | 11-5    |         |
| 1981     | SD       | 16    | 360      | 609      | 59.1     | 4,802    | 7.9      | 33       | 17       | 300.1    | 90.6     | 10-6    |         |
| 1982     | SD       | 9     | 204      | 330      | 61.8     | 2,883    | 8.7      | 17       | 11       | 320.3    | 93.3     | 6-3     |         |
| 1983     | SD       | 10    | 215      | 340      | 63.2     | 2,975    | 8.8      | 20       | 15       | 297.5    | 92.5     | 5-5     |         |
| 1984     | SD       | 13    | 317      | 507      | 62.5     | 3,740    | 7.4      | 19       | 17       | 287.7    | 83.4     | 6-7     |         |
| 1985     | SD       | 14    | 254      | 430      | 59.1     | 3,638    | 8.5      | 27       | 20       | 259.9    | 88.1     | 7-5     |         |
| 1986     | SD       | 12    | 252      | 430      | 58.6     | 3,031    | 7.0      | 16       | 22       | 252.6    | 71.4     | 3-9     |         |
| 1987     | SD       | 11    | 206      | 364      | 56.6     | 2,517    | 6.9      | 10       | 15       | 228.8    | 70.0     | 5-5     |         |
| Carreira | Carreira | 181   | 3,297    | 5,604    | 58.8     | 43,040   | 7.7      | 254      | 242      | 237.8    | 80.2     | 86-84-1 |         |

## Honras
Fouts terminou suas 15 temporadas na NFL com 3.297 passes para 43.040 jardas e 254 touchdowns, com 242 interceptações. Ele também correu para 476 jardas e 13 touchdowns.
Fouts é um dos dez únicos quarterbacks da história da NFL que alcançou duas temporadas consecutivas de 30 touchdowns. Os outros são: Steve Bartkowski, Aaron Rodgers, Brett Favre, Dan Marino, Jeff Garcia, Tom Brady, Peyton Manning, Drew Brees e Y. A. Tittle. Ele também foi o terceiro quarterback na história da NFL a passar para 40.000 jardas, depois dos colegas do Hall of Fame Johnny Unitas e Fran Tarkenton, e o primeiro quarterback a jogar para mais de 4.000 jardas em temporadas seguidas.
O número da camisa de Fouts, 14, é um dos quatro únicos números aposentados pelo San Diego Chargers (os outros são o 19 de Lance Alworth, o 55 de Junior Seau e o 21 de LaDainian Tomlinson).
Em 1989, Fouts também foi introduzido no San Diego Hall of Champions no Breitbard Hall of Fame homenageando os melhores atletas de San Diego, dentro e fora do campo de jogo.
Em 1999, ele ficou em 92º lugar na lista dos 100 Maiores Jogadores de Futebol Americano da The Sporting News.
Em 1992, ele foi introduzido no Hall da Fama da Universidade de Oregon e do Estado de Oregon.
Fouts foi consagrado no Hall da Fama do Pro Football em 1993, seu primeiro ano de elegibilidade.
Em 2009, ele foi escolhido pelos fãs como o "Maior jogador dos Chargers de todos os tempos" nas comemorações pelos 50 anos do Chargers.
Em 2010, ele recebeu o prêmio Davey O'Brien Legends durante a cerimônia de premiação de Colt McCoy.

### Recordes dos Chargers
- Intercepções: 242
- Jogos com mais de 300 jardas: 51 (empatado com Philip Rivers)
- Jardas passadas em uma temporada: 4,802 (1981)
- Média de jardas por jogo em uma temporada: 320.3 (1982)
- Mais TDs em um jogo: 6 (11/22/81 vs. Oakland)
- Mais jardas em um jogo: 444 (10/19/80 vs. NYG e 12 de novembro de 1982 vs. San Francisco)
- QB Rating (min 15 tentativas): 158.3 (26 de setembro de 1976 vs. St. Louis)
- TDs em um jogo de playoff: 3 (duas vezes, empatado com Philip Rivers)
- Jardas em um jogo dos playoffs: 433 (1 de fevereiro de 1982 vs. Miami, 2º e 3º lugares com 336 e 333 respectivamente)
- Tentativas de passes em um jogo dos playoffs: 53 (1 de fevereiro de 1982 vs. Miami)
- Conclusões em um jogo dos playoffs: 33 (1 de fevereiro de 1982 vs. Miami)

## Carreira como comentarista
Em 1988 até 1993, Fouts começou sua carreira como analista na NFL na CBS. Ele trabalhou com uma variedade de locutores, incluindo Dick Stockton, James Brown, Verne Lundquist, Brad Nessler, Jim Nantz, Jack Buck e Tim Ryan.
Fouts deixou a CBS em 1994 para se tornar âncora esportivo da KPIX-TV em sua cidade natal, São Francisco. No outono de 1997, Fouts retornou à rede de televisão como analista, desta vez atuando como analista de futebol universitário da ABC Sports, ao lado de Brent Musburger.
Em 1998, Fouts fez sua estreia nos cinema, retratando-se na comédia de futebol The Waterboy, estrelado por Adam Sandler. Fouts e Musburger apareceram no final do filme como equipe de transmissão da ABC Sports para o fictício jogo do Dia de Ano Novo "Bourbon Bowl".
Em 2000, Fouts assumiu um papel de comentarista no Monday Night Football, da ABC, ao lado do âncora do MNF Al Michaels e do comediante Dennis Miller.
Em 2002, Fouts voltou a transmitir o futebol americano universitário da Pac 10 ao lado do lendário locutor Keith Jackson.
Após a aposentadoria de Jackson da ABC em 2006, Fouts se tornou o comentarista. Seu parceiro de transmissão para 2006 e 2007 foi Tim Brant, agora que Jackson optou por se aposentar permanentemente.
Em 11 de fevereiro de 2008, a ESPN anunciou que não renovaria o contrato de Fouts e seu parceiro Tim Brant.
Foi relatado no USA Today em 20 de agosto de 2008, que Fouts estava retornando à CBS com uma variedade de locutores, incluindo Don Criqui, Ian Eagle e Dick Enberg. Em 2009, ele foi transferido para a parceria com a Enberg como o número 3 da equipe de transmissão da NFL na CBS. Fouts desde então se uniu a Eagle na terceira posição até 2014, quando a dupla foi elevada para a equipe número dois atrás de Jim Nantz e Phil Simms (e mais tarde, Tony Romo). Fouts e Eagle são freqüentemente chamados de "O Pássaro e a Barba".
Fouts também faz as chamadas para os jogos da NFL da rádio Westwood One, incluindo o Super Bowl 50.
Fouts também fez comentários para o videogame de futebol NFL GameDay 2004. Ele fez uma parceria com o locutor de longa data Enberg.
Em 2018, Fouts continuou a ser comentarista e analista da CBS Sports durante os jogos da NFL.